# Ryan Christie
Ryan Christie (Inverness, 22 febbraio 1995) è un calciatore scozzese, centrocampista del Bournemouth e della nazionale scozzese.

## Biografia
Suo padre Charlie è un ex calciatore.

## Carriera

### Club
A 10 anni è entrato nelle giovanili dell'Inverness.
Il 1º settembre 2015 viene acquistato dal Celtic, che lo lascia in prestito all'Inverness. Il 23 dicembre seguente viene richiamato dal prestito.
Dopo non avere trovato molto spazio, il 24 gennaio 2017 viene ceduto in prestito all'Aberdeen.
Il 17 giugno 2017 il prestito viene prolungato per un'altra stagione.
A fine prestito fa ritorno al Celtic, imponendosi nelle rotazioni del club in quest'occasione.
Il 31 agosto 2021 viene acquistato dal Bournemouth.

### Nazionale
Il 9 novembre 2017 ha esordito in nazionale maggiore nell'amichevole persa 0-1 contro i Paesi Bassi.
Il 16 novembre 2019 realizza la sua prima rete con la Scozia nel successo per 1-2 in casa di Cipro.
Il 12 novembre 2020, in occasione dello spareggio contro la Serbia per qualificarsi a Euro 2020, segna il gol del provvisorio 1-0 degli scozzesi; la partita si protrae fino ai rigori (a cui Christie non ha partecipato in quanto è stato sostituito all'87' da Callum Paterson) e gli scozzesi hanno la meglio tornando così a partecipare a un torneo per la prima volta dopo oltre 20 anni di assenza (l'ultima partecipazione risaliva ai Mondiali di Francia '98).

## Statistiche

### Presenze e reti nei club
Statistiche aggiornate al 9 aprile 2025.
| Stagione           | Club               | Campionato         | Campionato | Campionato | Coppe nazionali | Coppe nazionali | Coppe nazionali | Coppe continentali | Coppe continentali | Coppe continentali | Supercoppe | Supercoppe | Supercoppe | Totale | Totale |
| Stagione           | Club               | Comp               | Pres       | Reti       | Comp            | Pres            | Reti            | Comp               | Pres               | Reti               | Comp       | Pres       | Reti       | Pres   | Reti   |
| ------------------ | ------------------ | ------------------ | ---------- | ---------- | --------------- | --------------- | --------------- | ------------------ | ------------------ | ------------------ | ---------- | ---------- | ---------- | ------ | ------ |
| 2013-2014          | Inverness          | SP                 | 15         | 3          | SC+CdL          | 1+1             | 0               | -                  | -                  | -                  | -          | -          | -          | 17     | 3      |
| 2014-2015          | Inverness          | SP                 | 35         | 4          | SC+CdL          | 6+1             | 0               | -                  | -                  | -                  | -          | -          | -          | 42     | 4      |
| 2015-gen. 2016     | Inverness          | SP                 | 13         | 3          | SC+CdL          | 0+2             | 0               | UEL                | 2                  | 0                  | -          | -          | -          | 17     | 3      |
| Totale Inverness   | Totale Inverness   | Totale Inverness   | 63         | 10         |                 | 11              | 0               |                    | 2                  | 0                  |            | -          | -          | 76     | 10     |
| gen.-giu. 2016     | Celtic             | SP                 | 5          | 1          | SC+CdL          | 1+0             | 0               | -                  | -                  | -                  | -          | -          | -          | 6      | 1      |
| 2016-gen. 2017     | Celtic             | SP                 | 5          | 1          | SC+CdL          | 0+1             | 0               | UCL                | 1                  | 0                  | -          | -          | -          | 7      | 1      |
| gen.-giu. 2017     | Aberdeen           | SP                 | 13         | 6          | SC+CdL          | 2+0             | 1+0             | -                  | -                  | -                  | -          | -          | -          | 15     | 7      |
| 2017-2018          | Aberdeen           | SP                 | 31         | 4          | SC+CdL          | 5+2             | 2+0             | UEL                | 4                  | 2                  | -          | -          | -          | 42     | 8      |
| Totale Aberdeen    | Totale Aberdeen    | Totale Aberdeen    | 44         | 10         |                 | 9               | 3               |                    | 4                  | 2                  |            | -          | -          | 57     | 15     |
| 2018-2019          | Celtic             | SP                 | 23         | 9          | SC+CdL          | 3+2             | 0+2             | UCL+UEL            | 2+8                | 0                  | -          | -          | -          | 38     | 11     |
| 2019-2020          | Celtic             | SP                 | 24         | 11         | SC+CdL          | 4+3             | 2+0             | UCL+UEL            | 6+8                | 4+3                | -          | -          | -          | 45     | 20     |
| 2020-2021          | Celtic             | SP                 | 34         | 5          | SC+CdL          | 2+1             | 1+0             | UCL+UEL            | 2+7                | 1+0                | -          | -          | -          | 46     | 7      |
| ago. 2021          | Celtic             | SP                 | 4          | 0          | SC+CdL          | 0               | 0               | UCL+UEL            | 2+3                | 1+0                | -          | -          | -          | 9      | 1      |
| Totale Celtic      | Totale Celtic      | Totale Celtic      | 95         | 27         |                 | 17              | 5               |                    | 39                 | 9                  |            | -          | -          | 151    | 41     |
| 2021-2022          | Bournemouth        | FLC                | 38         | 3          | FACup+CdL       | 1+0             | 0               | -                  | -                  | -                  | -          | -          | -          | 39     | 3      |
| 2022-2023          | Bournemouth        | PL                 | 32         | 1          | FACup+CdL       | 1+3             | 1+0             | -                  | -                  | -                  | -          | -          | -          | 36     | 2      |
| 2023-2024          | Bournemouth        | PL                 | 37         | 0          | FACup+CdL       | 3+3             | 0+1             | -                  | -                  | -                  | -          | -          | -          | 43     | 1      |
| 2024-2025          | Bournemouth        | PL                 | 29         | 2          | FACup+CdL       | 2+1             | 0+0             | -                  | -                  | -                  | -          | -          | -          | 32     | 2      |
| Totale Bournemouth | Totale Bournemouth | Totale Bournemouth | 136        | 6          |                 | 14              | 2               |                    | -                  | -                  |            | -          | -          | 150    | 8      |
| Totale carriera    | Totale carriera    | Totale carriera    | 338        | 53         |                 | 51              | 10              |                    | 45                 | 11                 |            | -          | -          | 434    | 74     |

### Cronologia presenze e reti in nazionale
| Cronologia completa delle presenze e delle reti in nazionale ― Scozia | Cronologia completa delle presenze e delle reti in nazionale ― Scozia | Cronologia completa delle presenze e delle reti in nazionale ― Scozia | Cronologia completa delle presenze e delle reti in nazionale ― Scozia | Cronologia completa delle presenze e delle reti in nazionale ― Scozia | Cronologia completa delle presenze e delle reti in nazionale ― Scozia | Cronologia completa delle presenze e delle reti in nazionale ― Scozia | Cronologia completa delle presenze e delle reti in nazionale ― Scozia |
| Data                                                                  | Città                                                                 | In casa                                                               | Risultato                                                             | Ospiti                                                                | Competizione                                                          | Reti                                                                  | Note                                                                  |
| --------------------------------------------------------------------- | --------------------------------------------------------------------- | --------------------------------------------------------------------- | --------------------------------------------------------------------- | --------------------------------------------------------------------- | --------------------------------------------------------------------- | --------------------------------------------------------------------- | --------------------------------------------------------------------- |
| 9-11-2017                                                             | Aberdeen                                                              | Scozia                                                                | 0 – 1                                                                 | Paesi Bassi                                                           | Amichevole                                                            | -                                                                     |                                                                       |
| 27-3-2018                                                             | Budapest                                                              | Ungheria                                                              | 0 – 1                                                                 | Scozia                                                                | Amichevole                                                            | -                                                                     | 77’                                                                   |
| 2-6-2018                                                              | Città del Messico                                                     | Messico                                                               | 1 – 0                                                                 | Scozia                                                                | Amichevole                                                            | -                                                                     | 55’                                                                   |
| 17-11-2018                                                            | Scutari                                                               | Albania                                                               | 0 – 4                                                                 | Scozia                                                                | UEFA Nations League 2018-2019 - 1º turno                              | -                                                                     |                                                                       |
| 20-11-2018                                                            | Glasgow                                                               | Scozia                                                                | 3 – 2                                                                 | Israele                                                               | UEFA Nations League 2018-2019 - 1º turno                              | -                                                                     | 76’                                                                   |
| 6-9-2019                                                              | Glasgow                                                               | Scozia                                                                | 1 – 2                                                                 | Russia                                                                | Qual. Euro 2020                                                       | -                                                                     | 61’                                                                   |
| 9-9-2019                                                              | Glasgow                                                               | Scozia                                                                | 0 – 4                                                                 | Belgio                                                                | Qual. Euro 2020                                                       | -                                                                     | 82’                                                                   |
| 10-10-2019                                                            | Mosca                                                                 | Russia                                                                | 4 – 0                                                                 | Scozia                                                                | Qual. Euro 2020                                                       | -                                                                     |                                                                       |
| 13-10-2019                                                            | Glasgow                                                               | Scozia                                                                | 6 – 0                                                                 | San Marino                                                            | Qual. Euro 2020                                                       | -                                                                     |                                                                       |
| 16-11-2019                                                            | Nicosia                                                               | Cipro                                                                 | 1 – 2                                                                 | Scozia                                                                | Qual. Euro 2020                                                       | 1                                                                     | 90+3’                                                                 |
| 19-11-2019                                                            | Glasgow                                                               | Scozia                                                                | 3 – 1                                                                 | Kazakistan                                                            | Qual. Euro 2020                                                       | -                                                                     | 83’                                                                   |
| 4-9-2020                                                              | Glasgow                                                               | Scozia                                                                | 1 – 1                                                                 | Israele                                                               | UEFA Nations League 2020-2021 - 1º turno                              | 1                                                                     |                                                                       |
| 7-9-2020                                                              | Olomouc                                                               | Rep. Ceca                                                             | 1 – 2                                                                 | Scozia                                                                | UEFA Nations League 2020-2021 - 1º turno                              | 1                                                                     |                                                                       |
| 12-11-2020                                                            | Belgrado                                                              | Serbia                                                                | 1 – 1 dts (4 – 5 dtr)                                                 | Scozia                                                                | Qual. Euro 2020                                                       | 1                                                                     | 87’                                                                   |
| 15-11-2020                                                            | Trnava                                                                | Slovacchia                                                            | 1 – 0                                                                 | Scozia                                                                | UEFA Nations League 2020-2021 - 1º turno                              | -                                                                     | 90+3’                                                                 |
| 18-11-2020                                                            | Netanya                                                               | Israele                                                               | 1 – 0                                                                 | Scozia                                                                | UEFA Nations League 2020-2021 - 1º turno                              | -                                                                     |                                                                       |
| 25-3-2021                                                             | Glasgow                                                               | Scozia                                                                | 2 – 2                                                                 | Austria                                                               | Qual. Mondiali 2022                                                   | -                                                                     | 24’ 88’                                                               |
| 28-3-2021                                                             | Tel Aviv                                                              | Israele                                                               | 1 – 1                                                                 | Scozia                                                                | Qual. Mondiali 2022                                                   | -                                                                     | 46’                                                                   |
| 2-6-2021                                                              | Faro                                                                  | Paesi Bassi                                                           | 2 – 2                                                                 | Scozia                                                                | Amichevole                                                            | -                                                                     |                                                                       |
| 14-6-2021                                                             | Glasgow                                                               | Scozia                                                                | 0 – 2                                                                 | Rep. Ceca                                                             | Euro 2020 - 1º turno                                                  | -                                                                     | 46’                                                                   |
| 1-9-2021                                                              | Copenaghen                                                            | Danimarca                                                             | 2 – 0                                                                 | Scozia                                                                | Qual. Mondiali 2022                                                   | -                                                                     | 71’                                                                   |
| 4-9-2021                                                              | Glasgow                                                               | Scozia                                                                | 1 – 0                                                                 | Moldavia                                                              | Qual. Mondiali 2022                                                   | -                                                                     |                                                                       |
| 7-9-2021                                                              | Vienna                                                                | Austria                                                               | 0 – 1                                                                 | Scozia                                                                | Qual. Mondiali 2022                                                   | -                                                                     | 71’                                                                   |
| 9-10-2021                                                             | Glasgow                                                               | Scozia                                                                | 3 – 2                                                                 | Israele                                                               | Qual. Mondiali 2022                                                   | -                                                                     | 67’                                                                   |
| 12-10-2021                                                            | Tórshavn                                                              | Fær Øer                                                               | 0 – 1                                                                 | Scozia                                                                | Qual. Mondiali 2022                                                   | -                                                                     | 39’ 83’                                                               |
| 15-11-2021                                                            | Glasgow                                                               | Scozia                                                                | 2 – 0                                                                 | Danimarca                                                             | Qual. Mondiali 2022                                                   | -                                                                     | 79’                                                                   |
| 24-3-2022                                                             | Glasgow                                                               | Scozia                                                                | 1 – 1                                                                 | Polonia                                                               | Amichevole                                                            | -                                                                     | 76’                                                                   |
| 29-3-2022                                                             | Vienna                                                                | Austria                                                               | 2 – 2                                                                 | Scozia                                                                | Amichevole                                                            | -                                                                     | 77’                                                                   |
| 1-6-2022                                                              | Glasgow                                                               | Scozia                                                                | 1 – 3                                                                 | Ucraina                                                               | Qual. Mondiali 2022                                                   | -                                                                     | 46’                                                                   |
| 8-6-2022                                                              | Glasgow                                                               | Scozia                                                                | 2 – 0                                                                 | Armenia                                                               | UEFA Nations League 2022-2023 - 1º turno                              | -                                                                     | 86’                                                                   |
| 11-6-2022                                                             | Dublino                                                               | Irlanda                                                               | 3 – 0                                                                 | Scozia                                                                | UEFA Nations League 2022-2023 - 1º turno                              | -                                                                     | 44’ 59’                                                               |
| 21-9-2022                                                             | Glasgow                                                               | Scozia                                                                | 3 – 0                                                                 | Ucraina                                                               | UEFA Nations League 2022-2023 - 1º turno                              | -                                                                     | 85’                                                                   |
| 24-9-2022                                                             | Glasgow                                                               | Scozia                                                                | 2 – 1                                                                 | Irlanda                                                               | UEFA Nations League 2022-2023 - 1º turno                              | 1                                                                     | 85’                                                                   |
| 27-9-2022                                                             | Cracovia                                                              | Ucraina                                                               | 0 – 0                                                                 | Scozia                                                                | UEFA Nations League 2022-2023 - 1º turno                              | -                                                                     | 72’                                                                   |
| 16-11-2022                                                            | Diyarbakır                                                            | Turchia                                                               | 2 – 1                                                                 | Scozia                                                                | Amichevole                                                            | -                                                                     | 67’                                                                   |
| 25-3-2023                                                             | Glasgow                                                               | Scozia                                                                | 3 – 0                                                                 | Cipro                                                                 | Qual. Euro 2024                                                       | -                                                                     | 67’                                                                   |
| 28-3-2023                                                             | Glasgow                                                               | Scozia                                                                | 2 – 0                                                                 | Spagna                                                                | Qual. Euro 2024                                                       | -                                                                     | 75’                                                                   |
| 17-6-2023                                                             | Oslo                                                                  | Norvegia                                                              | 1 – 2                                                                 | Scozia                                                                | Qual. Euro 2024                                                       | -                                                                     | 78’                                                                   |
| 20-6-2023                                                             | Glasgow                                                               | Scozia                                                                | 2 – 0                                                                 | Georgia                                                               | Qual. Euro 2024                                                       | -                                                                     | 90+2’                                                                 |
| 8-9-2023                                                              | Larnaca                                                               | Cipro                                                                 | 0 – 3                                                                 | Scozia                                                                | Qual. Euro 2024                                                       | -                                                                     | 90’                                                                   |
| 12-9-2023                                                             | Glasgow                                                               | Scozia                                                                | 1 – 3                                                                 | Inghilterra                                                           | Amichevole                                                            | -                                                                     | 59’                                                                   |
| 12-10-2023                                                            | Siviglia                                                              | Spagna                                                                | 2 – 0                                                                 | Scozia                                                                | Qual. Euro 2024                                                       | -                                                                     | 79’                                                                   |
| 17-10-2023                                                            | Villeneuve d'Ascq                                                     | Francia                                                               | 4 – 1                                                                 | Scozia                                                                | Amichevole                                                            | -                                                                     | 77’                                                                   |
| 16-11-2023                                                            | Tbilisi                                                               | Georgia                                                               | 2 – 2                                                                 | Scozia                                                                | Qual. Euro 2024                                                       | -                                                                     | 37’ 46’                                                               |
| 19-11-2023                                                            | Glasgow                                                               | Scozia                                                                | 3 – 3                                                                 | Norvegia                                                              | Qual. Euro 2024                                                       | -                                                                     | 70’                                                                   |
| 22-3-2024                                                             | Amsterdam                                                             | Paesi Bassi                                                           | 4 – 0                                                                 | Scozia                                                                | Amichevole                                                            | -                                                                     | 74’                                                                   |
| 26-3-2024                                                             | Glasgow                                                               | Scozia                                                                | 0 – 1                                                                 | Irlanda del Nord                                                      | Amichevole                                                            | -                                                                     | 78’                                                                   |
| 3-6-2024                                                              | Faro                                                                  | Gibilterra                                                            | 0 – 2                                                                 | Scozia                                                                | Amichevole                                                            | 1                                                                     |                                                                       |
| 7-6-2024                                                              | Glasgow                                                               | Scozia                                                                | 2 – 2                                                                 | Finlandia                                                             | Amichevole                                                            | -                                                                     | 79’                                                                   |
| 14-6-2024                                                             | Monaco di Baviera                                                     | Germania                                                              | 5 – 1                                                                 | Scozia                                                                | Euro 2024 - 1º turno                                                  | -                                                                     | 82’                                                                   |
| 19-6-2024                                                             | Colonia                                                               | Scozia                                                                | 1 – 1                                                                 | Svizzera                                                              | Euro 2024 - 1º turno                                                  | -                                                                     | 90+1’                                                                 |
| 23-6-2024                                                             | Stoccarda                                                             | Scozia                                                                | 0 – 1                                                                 | Ungheria                                                              | Euro 2024 - 1º turno                                                  | -                                                                     | 83’                                                                   |
| 5-9-2024                                                              | Glasgow                                                               | Scozia                                                                | 2 – 3                                                                 | Polonia                                                               | UEFA Nations League 2024-2025 - 1º turno                              | -                                                                     | 71’                                                                   |
| 8-9-2024                                                              | Lisbona                                                               | Portogallo                                                            | 2 – 1                                                                 | Scozia                                                                | UEFA Nations League 2024-2025 - 1º turno                              | -                                                                     | 39’ 87’                                                               |
| 12-10-2024                                                            | Zagabria                                                              | Croazia                                                               | 2 – 1                                                                 | Scozia                                                                | UEFA Nations League 2024-2025 - 1º turno                              | 1                                                                     |                                                                       |
| 15-10-2024                                                            | Glasgow                                                               | Scozia                                                                | 0 – 0                                                                 | Portogallo                                                            | UEFA Nations League 2024-2025 - 1º turno                              | -                                                                     | 67’                                                                   |
| 15-11-2024                                                            | Glasgow                                                               | Scozia                                                                | 1 – 0                                                                 | Croazia                                                               | UEFA Nations League 2024-2025 - 1º turno                              | -                                                                     | 67’                                                                   |
| 18-11-2024                                                            | Varsavia                                                              | Polonia                                                               | 1 – 2                                                                 | Scozia                                                                | UEFA Nations League 2024-2025 - 1º turno                              | -                                                                     | 66’ 70’                                                               |
| 23-3-2025                                                             | Glasgow                                                               | Scozia                                                                | 0 – 3                                                                 | Grecia                                                                | UEFA Nations League 2024-2025 - Play-off                              | -                                                                     | 73’                                                                   |
| Totale                                                                |                                                                       | Presenze                                                              | 59                                                                    |                                                                       | Reti                                                                  | 7                                                                     |                                                                       |

## Palmarès

### Club

#### Competizioni nazionali
- Coppa di Scozia: 3

Inverness: 2014-2015
Celtic: 2018-2019, 2019-2020
- Campionato scozzese: 3

Celtic: 2015-2016, 2018-2019, 2019-2020
- Coppa di Lega scozzese: 3

Celtic: 2016-2017, 2018-2019, 2019-2020